# دیمین رابین
دیمین رابین (انگلیسی: Damien Robin؛ زادهٔ ۵ ژوئن ۱۹۸۹) بازیکن فوتبال اهل فرانسه است.
از باشگاه‌هایی که در آن بازی کرده‌است می‌توان به باشگاه فوتبال کلرمون فوت اشاره کرد.